# Lophioidei
Lophioidei è un sottordine  di Lophiiformes composto da una sola famiglia, Lophiidae